# USS Nautilus (SSN-571)
El USS Nautilus (SSN-571) es un submarino nuclear de ataque de la Armada de los Estados Unidos. Es el tercer submarino estadounidense bautizado con ese nombre. Fue el primer submarino de la historia dotado de propulsión atómica y el primer navío que atravesó sumergido el Polo Norte. Actualmente se encuentra conservado como buque museo en Groton (Connecticut).

## Historia

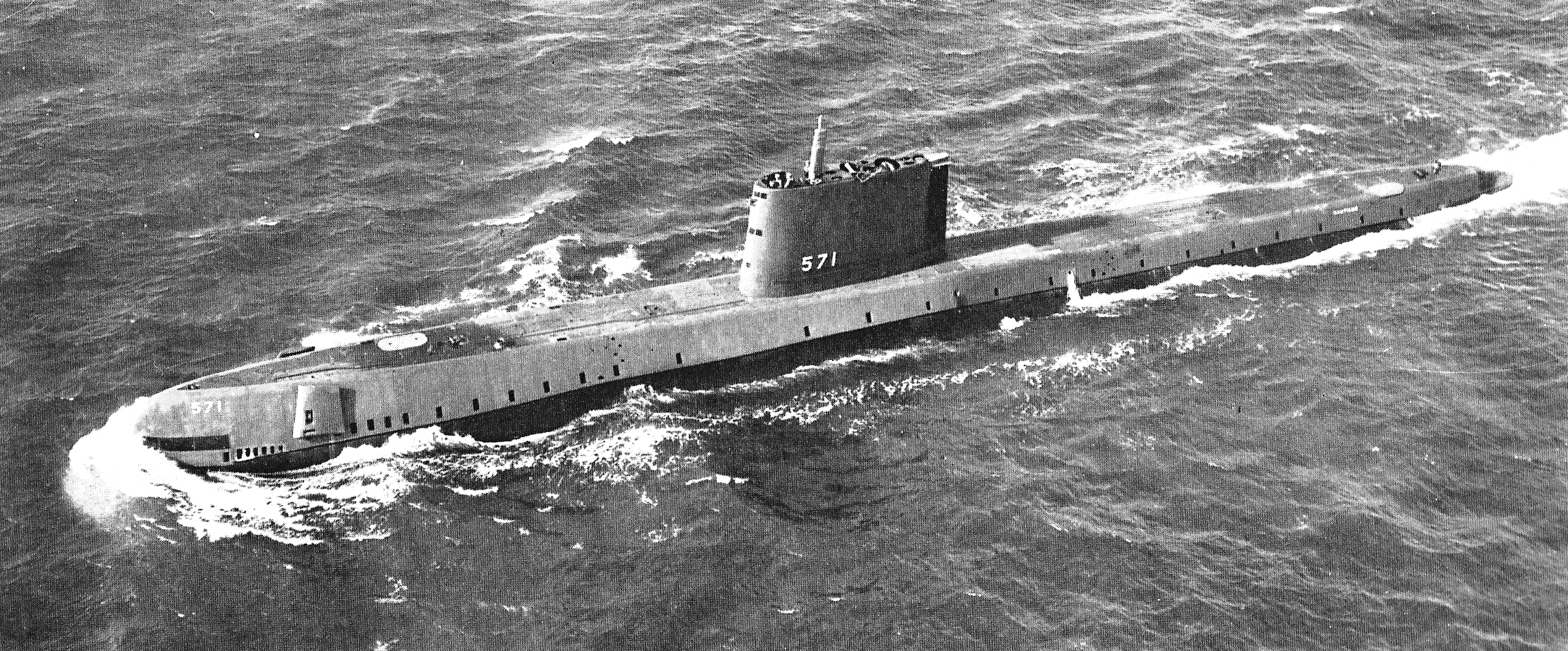
El USS Nautilus en su primera salida al mar, el 20 de enero de 1955.

Bautizado como "Nautilus" en homenaje al submarino del mismo nombre de la novela de Julio Verne, Veinte mil leguas de viaje submarino, fue construido gracias a los trabajos del físico Philip Abelson y al apoyo del presidente estadounidense Harry S. Truman. En 1951 el Congreso de los Estados Unidos dio su apoyo al programa creado con el objeto de dotar a la US Navy de un submarino con propulsión nuclear. 
El proyecto había sido ideado y supervisado personalmente por el Almirante Hyman G. Rickover, conocido como "El Padre de la Marina Nuclear." El 12 de diciembre de 1951 el Departamento de la Armada de los Estados Unidos anunció que el submarino se llamaría Nautilus — sería el sexto buque de la US Navy que llevaría este nombre, siendo 2 de ellos también submarinos— y que tendría el número de casco SSN-571. 
El 14 de junio de 1952 Harry S. Truman, por entonces Presidente de los Estados Unidos encargó la construcción del Nautilus a la Electric Boat División de General Dynamics, en sus astilleros de Groton, Connecticut. El submarino fue diseñado por John Burnham, siendo bautizado el 21 de septiembre de 1954 y botado en el río Thames (Connecticut), amadrinado por Mamie Eisenhower, la esposa del sucesor de Truman Dwight D. Eisenhower. El Nautilus fue comisionado el 30 de septiembre de 1954, al mando del Comandante Eugene P. Wilkinson.
El Nautilus disponía de un reactor naval S2W, un reactor de agua a presión construido por la Westinghouse Electric Corporation para la US Navy.
El "Nautilus" realizó su primera salida al mar el 20 de enero de 1955 desde los astilleros de la Electric Boat en Groton (Connecticut). Mide 91 m de longitud, pesando más de 3000 Tm. La propulsión nuclear le proporciona una autonomía sin precedentes hasta esa fecha (varias semanas de inmersión y hasta 140 000 km a la velocidad de crucero: 23 nudos)
El 4 de febrero de 1957, el "Nautilus" alcanzó las 60.000 millas marinas (111.120 km) en inmersión, que se corresponden con las 20.000 leguas de la novela de Julio Verne. 
El 3 de agosto de 1958, a las 11.15, el "Nautilus" se convierte en el primer barco que navega bajo el casquete polar del Polo Norte. Aprovechando la ocasión, los miembros de la tripulación del submarino intentaron entrar en la historia al ser los primeros en hacer tal o cual cosa en este mítico lugar (el primero en ducharse, en hacer la colada, etc).
Fue retirado del servicio en 1980 y declarado Lugar Histórico en 1982, antes de ser transformado en buque museo.

## Museo

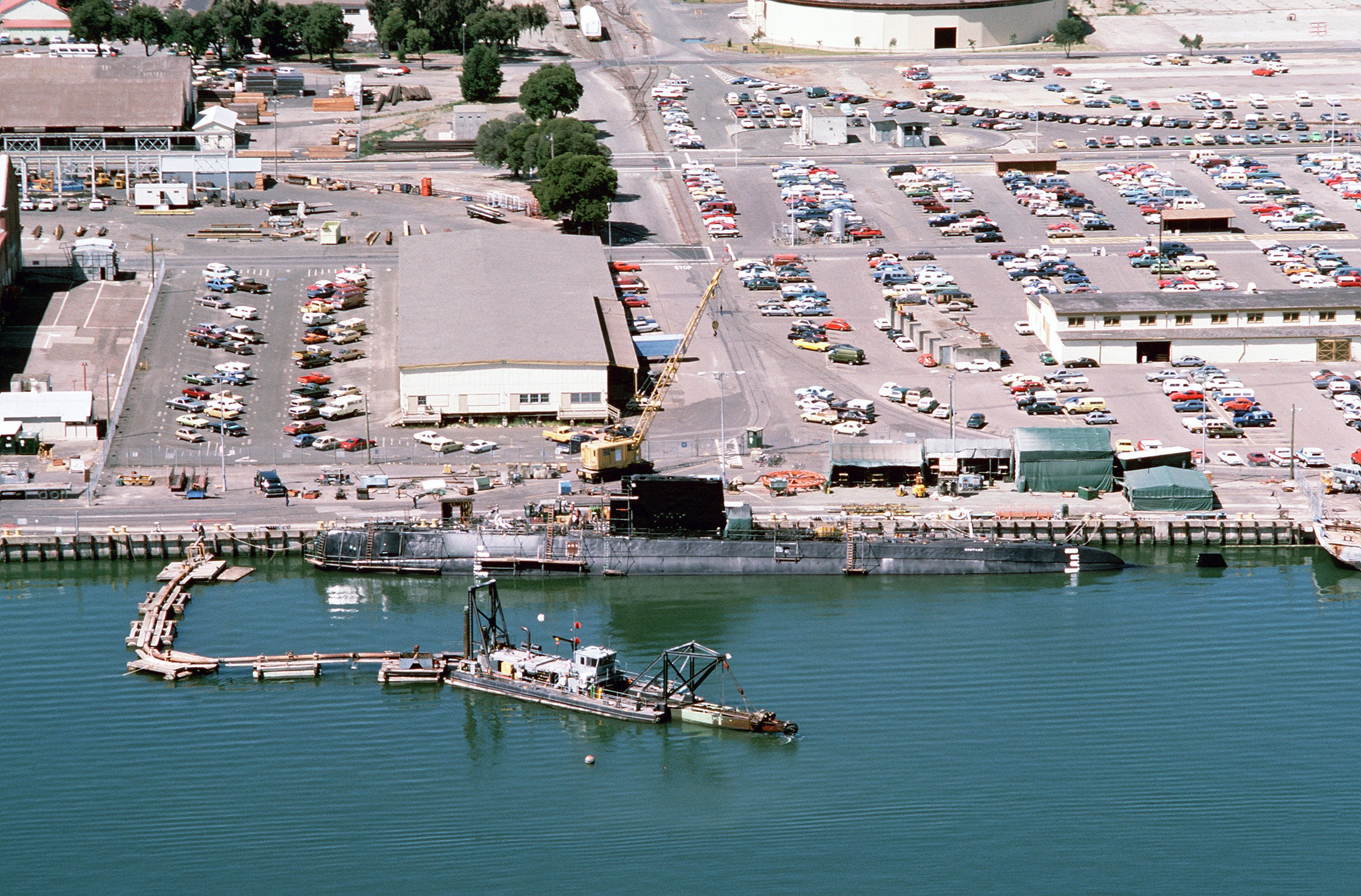
El Nautilus en los astilleros Mare Island Naval Shipyard en 1985.

El 20 de mayo de 1982 el Nautilus fue nombrado Lugar Histórico por el Secretario del Interior.
Fue nombrado "official state ship" de Connecticut en 1983. Experimentando una profunda conversión en los astilleros Mare Island Naval Shipyard, el Nautilus fue remolcado de vuelta hasta Groton, Connecticut a donde llegó el 6 de julio de 1985.
El Nautilus es ahora un barco museo, tras unos trabajos de preservación que duraron 5 meses en 2002 en la división Electric Boat de General Dynamics, y que costó aproximadamente 4,7 millones de dólares. El Nautilus atrae anualmente a unos 250.000 visitantes que se acercan a la Naval Submarine Base New London, en la U.S. Navy Submarine Force Museum and Library en Groton.
El 30 de septiembre de 2004 se celebró el 50.º aniversario del comisionado del Nautilus, con una ceremonia que incluyó un discurso del Vicealmirante Eugene P. Wilkinson, el primer comandante del submarino, y el nombramiento de la nave como  Lugar Histórico Nuclear por la American Nuclear Society.
Los visitantes pueden pasear por los dos compartimentos delanteros del submarino, guiados por un sistema de visita automatizado. La visita a la parte de la popa no está permitida a causa de la radiación.